# Aeroporto di Fagali'i
L'aeroporto di Fagali'i è un aeroporto situato a Fagali'i, nell'isola di Upolu, nelle Samoa, nei pressi di Apia, capitale dello stato dell'Oceania.

## Storia
L'aeroporto di Fagali'i è di proprietà del governo samoano e della Polynesian Airlines, a sua volta si proprietà dello stesso governo. L'aeroporto è stato caratterizzato da periodi di chiusura e di riapertura: in particolare fu chiuso nel 2005 per via di proteste riguardo l'inquinamento ed il rumore, ma la decisione del governo (presa per salvaguardare la sicurezza dei cittadini e per gli alti costi di mantenimento) si scontrò con la politica e gli uomini d'affari che viaggiavano, che per poter andare alle proprie destinazioni, in particolare nelle Samoa Americane, si sarebbe dovuti dirigere all'aeroporto Internazionale di Faleolo. Un'altra motivazione per la chiusura era che la Polynesian utilizzava al tempo un Bombardier Dash 8, troppo grande per atterrare a Fagali'i.
Nel luglio 2009 l'aeroporto è stato riaperto effettuando voli con l'aeroporto Internazionale di Pago Pago.